# Rosenmott
Rosenmott (Eurhodope rosella) är en art i insektsordningen fjärilar som tillhör familjen Pyralidae, en fjärilsfamilj som brukar kallas för mott.

## Beskrivning
Framvingarna är relativt smala och avlånga till sin form i jämförelse med bakvingarna. Vingbredden är 15 till 20 millimeter. Till utseendet är framvingarna vitaktiga med mer eller mindre utbredda rosafärgade fält på de främre och mittersta delarna samt med mörka vingfransar, medan bakvingarna och bakkroppen är brungrå. Fjärilens huvud är mörkgrått, antenner och mellankropp beigefärgade, den sistnämnda med mörka kanter.
Larven är röd till rödbrun i färgen med gula eller vita fläckar i ett vagt randigt mönster.

## Utbredning
Rosenmottet finns i delar av mellersta, södra och östra Europa, samt österut till Uralbergen, Tatarstan, nordvästra Kaukasus och Transkaukasus. I Norden har arten endast hittats i östra Skåne, sedan 1950-talet på Kjugekull. Dess närmaste förekomst utanför Sverige är södra Lettland. Den har också påträffats i Litauen ett fåtal gånger (1974, 1983, 2003 och 2015).

## Status
I Sverige är rosenmottet klassat som akut hotat. De största hoten mot arten är dess mycket begränsade utbredning och individfattiga population, eftersom detta gör att även tillfälliga ogynnsamma störningar kan innebära mycket negativa konsekvenser för arten som helhet.
Extrem väderlek, framför allt dåligt väder under fortplantningen och alltför hårt bete av får i det område där rosenmottet förekommer är exempel på sådana hot. Måttligt bete av nötkreatur gynnar däremot troligen arten. Ett annat hot mot artens livsmiljöer är igenväxning genom bland annat skogsplantering.

## Ekologi
Rosenmottets habitat är soliga, steniga eller sandiga ängsbackar och hagmarker där det växer fältvädd. Fortplantningen sker under sommaren och larven lever i värdväxtens blomhuvud. Från augusti till september tillbringar larven tiden med att äta, varefter den spinner en skyddande kokong för övervintringen. Denna sker i jorden och i maj eller juni följande år förpuppar sig larven. De fullbildade fjärilarna kan sedan ses flyga under den andra hälften av juli, ibland ända in i augusti. Arten flyger i skymningen, och gömmer sig i gräs under dagen.